# 5-Methylcytidin
5-Methylcytidin (m5C) ist ein seltenes Nukleosid und kommt in der tRNA, rRNA und mRNA vor. Es besteht aus der β-D-Ribofuranose (Zucker) und dem 5-Methylcytosin. Es ist ein Derivat des Cytidins, welches in 5-Position methyliert ist. Dieses Substitutionsmuster entspricht der Analogie zwischen Uridin und Thymidin. 5-Methylcytidin wurde 1960 aus RNA isoliert.

Eine tRNA^{Phe} aus S. cerevisiae.
5-Methylcytidin ist hier mit m^{5}C gekennzeichnet und kommt an zwei Stellen vor.